# Orangepannad parakit
Orangepannad parakit (Cyanoramphus malherbi) är en akut utrotningshotad papegojfågel som förekommer i Nya Zeeland.

## Utseende
Orangepannad parakit är en 23 cm lång, lysande blågrön papegojfågel med ett diagnostiskt orangefärgat band i pannan och likfärgade fläckar på sidan av övergumpen. Honan är något mindre med proportionellt mindre näbb.

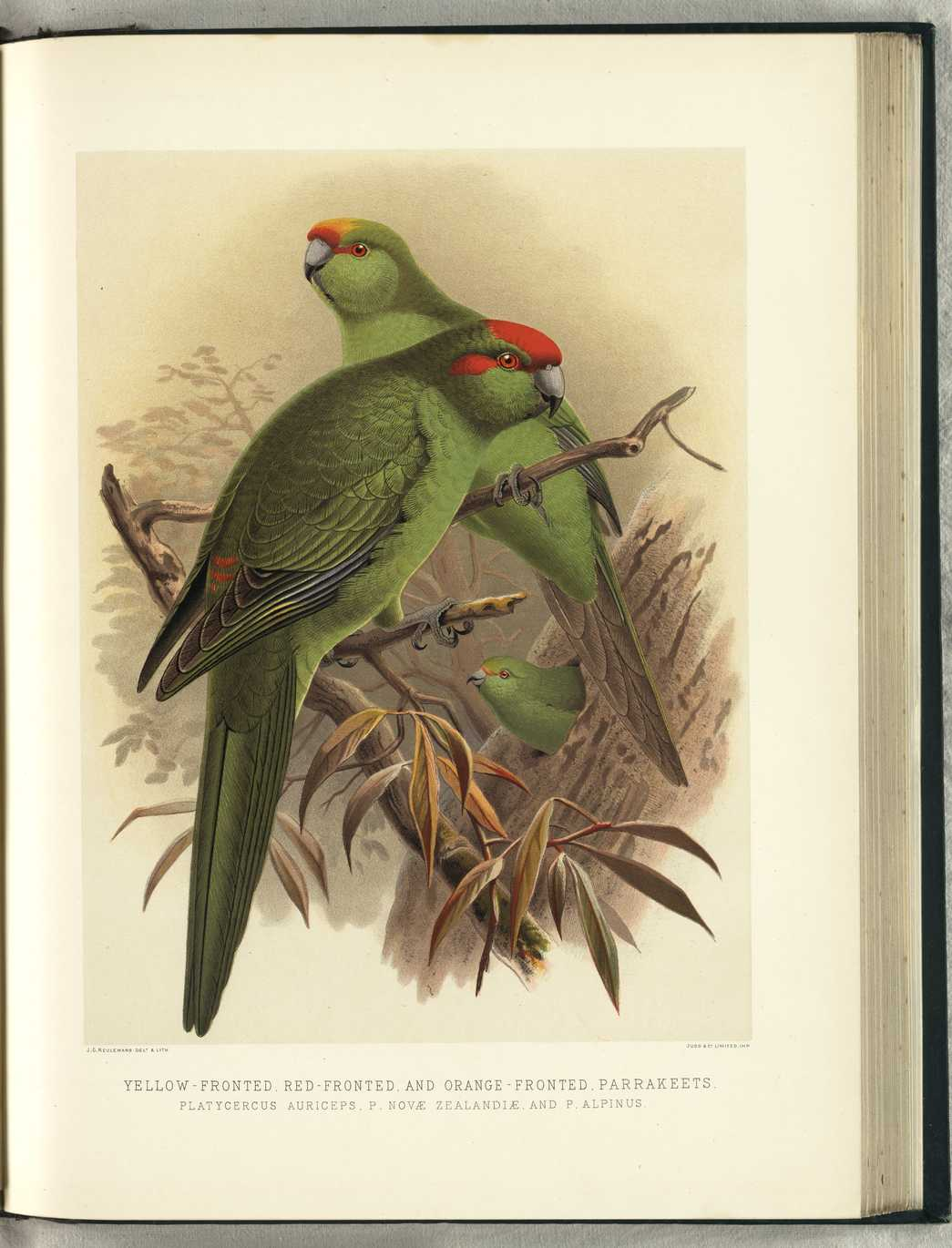

## Utbredning och systematik
Fågeln förekommer i nothofagusskogar på norra delen av Sydön i Nya Zeeland. Vissa behandlar mindre antipodparakit (Cyanoramphus hochstetteri) som underart till orangepannad parakit.

## Status
IUCN kategoriserar arten som akut hotad.